# Roeselia albula
Roeselia albula är en fjärilsart som beskrevs av Denis och Ignaz Schiffermüller 1776. Roeselia albula ingår i släktet Roeselia och familjen trågspinnare. Inga underarter finns listade.